# Biedermeier

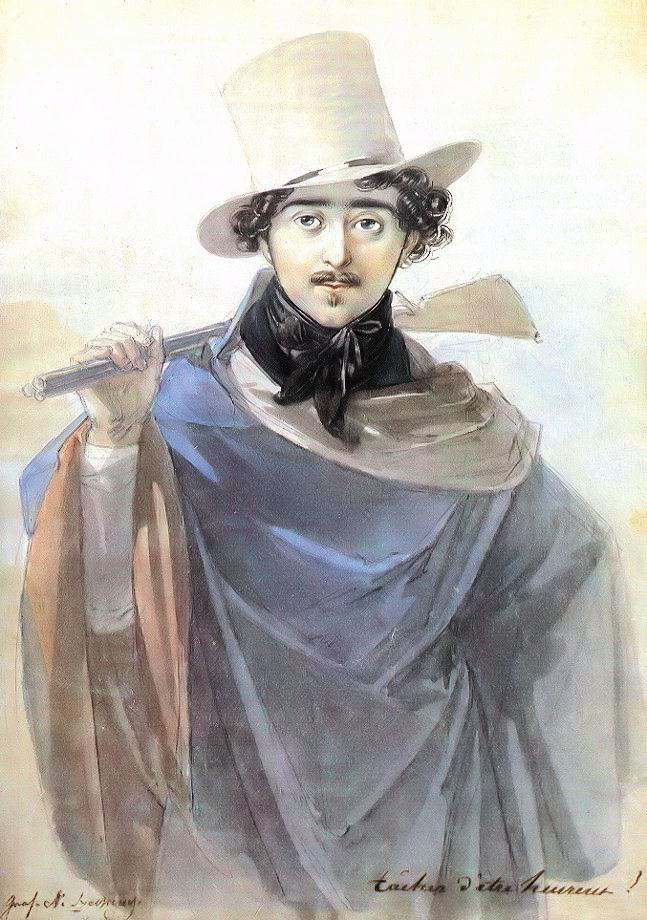
Az ifjú Széchenyi István gróf biedermeier kori viseletben és divatos szakállal ábrázolva Johann Ender vízfestményén, 1818

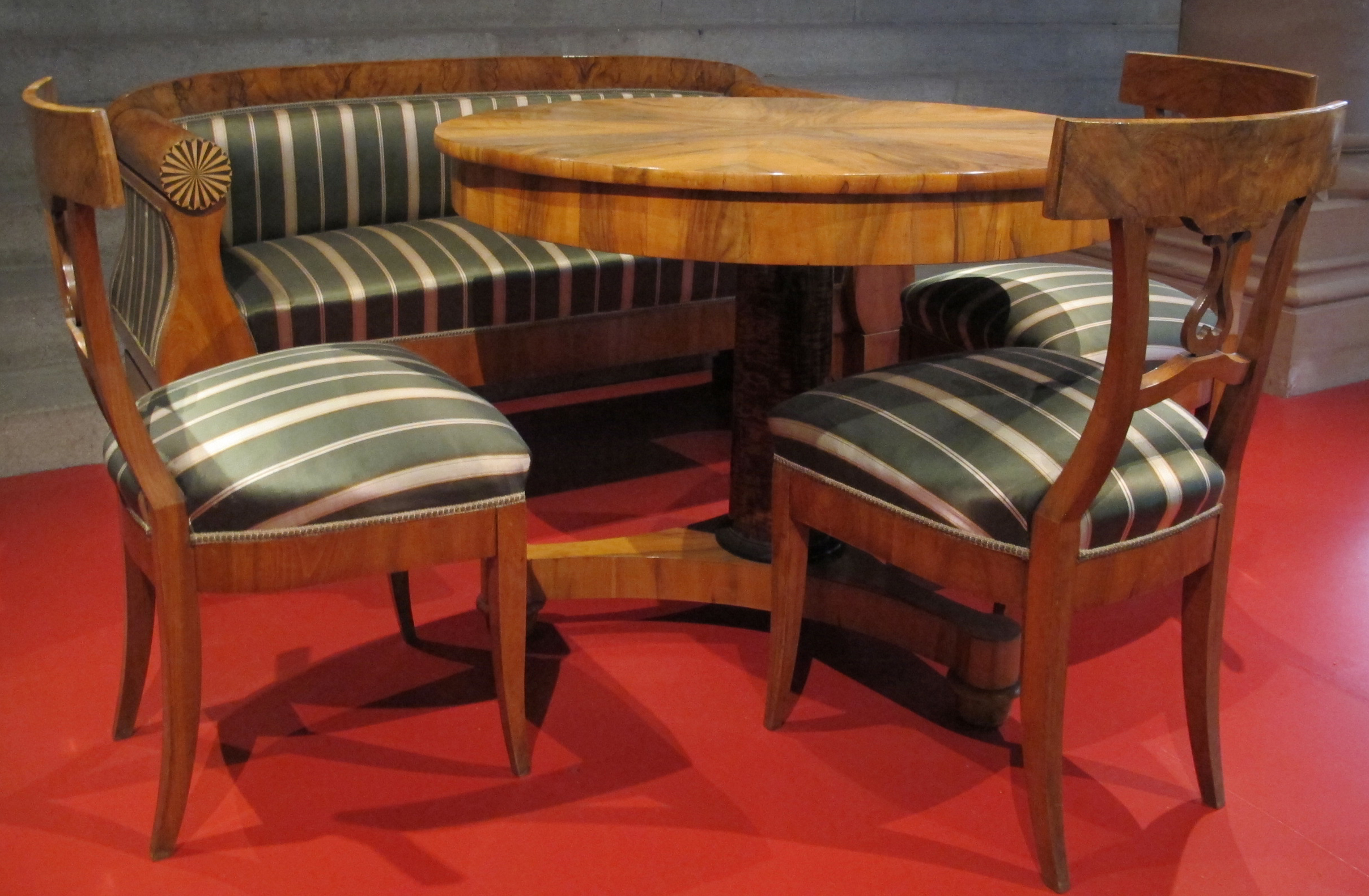
A biedermeier bútor stílusa kispolgári miliőt, békét, nyugalmat áraszt

A biedermeier (bieder: egyszerű, szerény; Meier: a leggyakoribb német vezetéknév) átmeneti művészeti stílus volt elsősorban Közép-Európában, főként 1815 és 1848 között. 

## Története
A klasszicizmus, illetve az empire lassú elhalásával párhuzamosan kifejlődött polgári stílus, amely Magyarországon „táblabíró” stílus néven virágzott. Több művészeti ágban, így a festőművészetben, az irodalomban és a lakáskultúrában is jelentkezett. A stílus kispolgári miliőt, békét, nyugalmat áraszt egyszerű eszközökkel, pátoszmentesen, mind a festészetben, mind a lakásberendezések területén. Jellemzője a kisember megértő ábrázolása. Ezért fontos szerephez jut a portré, a biedermeier portrék általában kispolgári romantikával átitatott klasszicista festmények. Fontos a zsánerkép is, melyre egyik legismertebb példa Borsos József Bál után című festménye a Magyar Nemzeti Galériában. Biedermeier stílusúnak szokták minősíteni az első magyar kártyát is. Jellegzetesek a biedermeier bútorok hajlított formáikkal. Új szekrénytípus a vitrines szekrény. Ép biedermeier bútorokat őriznek Jókai Mór balatonfüredi villájában és a Magyar Nemzeti Múzeumban (Deák Ferenc íróasztala). A biedermeier irodalom a festészethez hasonlóan az életképet helyezi előtérbe. A stílus egyes elemei még Petőfi Sándor költészetében is előfordulnak.

## Főbb képviselői

### A festészetben
- Carl Spitzweg (korai művei),
- Moritz Michael Daffinger
- Ferdinand Georg Waldmüller,
- Johann Peter Hasenclever,
- Julius Oldach,
- Barabás Miklós
- Borsos József
- Gross Béla
- Franz Eybl
- Josef Kriehuber (litográfiák)
- Weber Henrik

### Az irodalomban
- Hans Christian Andersen
- Fáy András
- Bajza József
- Tompa Mihály
- Garay János